# Келлевей (округ, Міссурі)
Шаблон:StateAbbr_ 38°50′ пн. ш. 91°55′ зх. д. / 38.84° пн. ш. 91.92° зх. д.
Округ  Келлевей (англ. Callaway County) — округ (графство) у штаті Міссурі, США. Ідентифікатор округу 29027.

## Історія
Округ утворений 1820 року.

## Демографія
За даними перепису 
2000 року 
загальне населення округу становило 40766 осіб, зокрема міського населення було 15621, а сільського — 25145.
Серед мешканців округу чоловіків було 21132, а жінок — 19634. В окрузі було 14416 домогосподарств, 10338 родин, які мешкали в 16167 будинках.
Середній розмір родини становив 3.
Віковий розподіл населення поданий у таблиці:
| Стать    | До 15 років | 15-21 | 22-29 | 30-39 | 40-49 | 50-65 | 65-85 | Понад 85 |
| -------- | ----------- | ----- | ----- | ----- | ----- | ----- | ----- | -------- |
| Чоловіки | 4293        | 2576  | 2432  | 3573  | 3444  | 2903  | 1745  | 166      |
| Жінки    | 4174        | 2212  | 1904  | 3009  | 2924  | 2848  | 2182  | 381      |

## Суміжні округи
- Одрейн — північ
- Монтгомері — схід
- Ґасконейд — південний схід
- Осейдж — південь
- Коул — південний захід
- Бун — захід

## Виноски
1. ↑  U.S. Decennial Census. United States Census Bureau. Архів оригіналу за 26 квітня 2015. Процитовано 14 листопада 2014.
2. ↑  Historical Census Browser. University of Virginia Library. Архів оригіналу за 11 серпня 2012. Процитовано 14 листопада 2014.
3. ↑  Population of Counties by Decennial Census: 1900 to 1990. United States Census Bureau. Архів оригіналу за 3 грудня 2014. Процитовано 14 листопада 2014.
4. ↑  Census 2000 PHC-T-4. Ranking Tables for Counties: 1990 and 2000 (PDF). United States Census Bureau. Архів оригіналу (PDF) за 18 грудня 2014. Процитовано 14 листопада 2014.
5. ↑  State & County QuickFacts. United States Census Bureau. Архів оригіналу за 6 серпня 2011. Процитовано 7 вересня 2013.(англ.) Наведено за англійською вікіпедією.
6. ↑  American FactFinder. Бюро перепису населення США. Архів оригіналу за 29 липня 2011. Процитовано 31 січня 2008.

| США | Це незавершена стаття з географії США. Ви можете допомогти проєкту, виправивши або дописавши її. |